# آخرین تابستان (فیلم ۱۹۷۴)
آخرین تابستان (به بلغاری: Последно лято، نویسه‌گردانی Posledno lyato) یک فیلم درام بلغاری به کارگردانی کریستو کریستف محصول سال ۱۹۷۴ است. این اثر سینمایی در چهل و هفتمین دوره جوایز اسکار به عنوان فیلم بلغاری برای بهترین فیلم خارجی زبان انتخاب شد، اما به عنوان نامزد پذیرفته نشد.